# Rosa 'Buttercup 98'
'Buttercup 98' ('AUSband' es el nombre del obtentor registrado), es un cultivar de rosa que fue conseguido en Reino Unido en 1998 por el rosalista británico David Austin.

## Descripción
'Buttercup 98' es una rosa moderna cultivar del grupo « English Rose Collection ».
El cultivar procede del cruce de 'Graham Thomas'® x No revelada.
Las formas arbustivas del cultivar tienen porte erguido que alcanza más de 90 a 109 cm de alto. Las hojas son de color verde oscuro mate de tamaño medio, follaje coriáceo.
Sus delicadas flores de color amarillo oro, los pétalos superiores se desvanecen a lo profundo del rosa, y al envés al color albaricoque. Fragancia fuerte. La flor presenta de 17 a 25 pétalos. El diámetro medio de 3,5". Flores Grandes, dobles (17 a 25 pétalos).
Florece durante la temporada y repetición ocasional más tarde de la temporada.

## Origen
El cultivar fue desarrollado en Reino Unido por el prolífico rosalista británico David Austin en 1998. 'Buttercup 98' es una rosa híbrida con ascendentes parentales de cruce de 'Graham Thomas'® x No revelada.
El obtentor fue registrado bajo el nombre cultivar de 'AUSband' por David Austin en 1998 y se le dio el nombre comercial de exhibición 'Buttercup 98'™.
También se le reconoce por el sinónimo de 'AUSband', y 'Buttercup'.
- La rosa 'Buttercup 98' fue introducida en el Reino Unido por David Austin Roses Limited (UK) en 1997 como 'Buttercup'.[1]

## Cultivo
Aunque las plantas están generalmente libres de enfermedades, es posible que sufran de punto negro en climas más húmedos o en situaciones donde la circulación de aire es limitada. Se desarrollan mejor a pleno sol. En América del Norte son capaces de ser cultivadas en USDA Hardiness Zones 6b a 9b. La resistencia y la popularidad de la variedad han visto generalizado su uso en cultivos en todo el mundo.
Puede ser utilizado para las flores cortadas, jardín o portador guía. Vigorosa. En la poda de Primavera es conveniente retirar las cañas viejas y madera muerta o enferma y recortar cañas que se cruzan. En climas más cálidos, recortar las cañas que quedan en alrededor de un tercio. En las zonas más frías, probablemente hay que podar un poco más que eso. Requiere protección contra la congelación de las heladas invernales.